# Laurien Hoos
Laurien Hoos (Beverwijk, 18 augustus 1983) is een Nederlandse atlete, die zich had gespecialiseerd in de meerkamp. Haar belangrijkste prestatie is haar gouden medaille op de zevenkamp tijdens de Europese kampioenschappen voor atleten onder 23 jaar in 2005. In 2008 deel maakte ze deel uit van de Nederlandse olympische ploeg op de Olympische Spelen in Peking.

## Biografie

### Start met veel jeugdtitels
Hoos, die uit een atletiekfamilie stamt ("mijn opa, mijn moeder, mijn zusje, oom, neven, iedereen doet atletiek") zat, naar zij zelf zegt, al op atletiek voordat ze kon lopen. "Specialiseren was makkelijk. Ik vond hordelopen leuk, maar speerwerpen ook. Dat werd dus meerkamp."Vanwege die ultralange aanloop naar haar huidige niveau had Laurien al een behoorlijke staat van dienst binnen de Nederlandse atletiek opgebouwd, met onder meer een rijke buit aan jeugdtitels. In mei 2007 kandideerde zij zich op de zevenkamp voor de wereldkampioenschappen in Osaka. Bij deelname zou dit haar zesde internationale kampioenschaptoernooi zijn geworden.

### Internationale ervaring opdoen
Het eerste uit deze, gezien haar leeftijd, respectabele reeks waren de wereldkampioenschappen voor junioren in Kingston (Jamaica) in 2002. Op een vierde plaats liggend na de eerste dag, sprong zij de volgende dag bij het verspringen drie keer ongeldig, waarna de atlete uit Heerhugowaard zwaar teleurgesteld uitviel. Beter verging het Laurien het jaar erna op de EK voor atleten U23 in het Poolse Bydgoszcz. Een zevende plaats met een PR-score van 5592 punten was daar het keurige resultaat.
In 2004, het olympische jaar, geen internationaal kampioenschap voor Laurien Hoos, die overigens wel haar zevenkamp-PR verbeterde tot 5631 punten. Vervolgens werd 2005 dus vooralsnog haar topjaar, waarbij zij gestaag naar een climax toewerkte: eerst een tiende plaats op de vijfkamp bij de Europese indoorkampioenschappen in Madrid, vervolgens een PR-score van 6214 punten bij de traditionele internationale Hypo-Meeting in Götzis, gevolgd door die prima gouden plak op de EK voor neo-senioren in Erfurt met alweer een PR-score van 6291 punten. Hiermee zou zij Nederlands recordhoudster zijn geworden, als Karin Ruckstuhl niet juist in Götzis tot 6318 punten was gekomen.

### Blessures
Bij wijze van beloning mocht Laurien daarna ook nog eens meedoen aan de WK van 2005 in Helsinki. Ze raakte tijdens het toernooi geblesseerd aan haar knie en liep voor de rest van het toernooi op krukken. Desondanks zegt ze er veel te hebben opgestoken. "Er komt zoveel bij kijken met veiligheidschecks, callrooms, warming-up en dergelijke, dat ik blij ben dat ik het al heb kunnen meemaken."
Achteraf beschouwd bleek de in Helsinki opgelopen blessure de opmaat voor anderhalf jaar narigheid. Het jaar 2006 ging daardoor vrijwel geheel verloren. De knieblessure van Helsinki werd opgevolgd door een verrekking van de quadriceps, waarna Laurien in april ook nog eens haar enkelbanden scheurde, toen zij tijdens een speerwerptraining op Gran Canaria in een afwateringsgreppeltje trapte. Het genezingsproces en een daarop volgende operatie namen zoveel tijd in beslag, dat sommigen zelfs dachten dat zij de meerkamp eraan had gegeven.

### Ondanks kwalificatie niet naar WK
Niets was echter minder waar, getuige de zeer goede meerkamp in Götzis eind mei 2007, waarmee Laurien Hoos haar comeback vierde. Met een veertiende plaats en 6061 punten voldeed zij in Oostenrijk ruimschoots aan de limiet voor de WK, eind augustus in Osaka. Het leek dus slechts van belang om de maanden erna heel en in vorm te blijven.
Leek, want kort erna werd er uit onverdachte hoek alsnog een forse streep door de WK-ambities van Laurien Hoos getrokken. Yvonne Wisse, die in Götzis met 5691 punten ver beneden de WK-limiet was gebleven, herpakte zich onverwacht in de maanden erna. In een zevenkamp eind juli in Griekenland scoorde zij een opzienbarend PR van 6086 punten. Aangezien Karin Ruckstuhl in Götzis al tot 6260 punten was gekomen en Jolanda Keizer kort ervoor met 6091 punten Nederlands kampioene was geworden, was Laurien Hoos ineens de vierde in rangorde voor drie deelnemerstickets in Osaka. Wat gevreesd werd, gebeurde: de Atletiekunie wees Ruckstuhl, Keizer en Wisse aan voor Osaka. Hoos kreeg slechts de rol van eerste reserve toebedeeld.
Een zwaar teleurgestelde Laurien Hoos nam deze tegenslag echter sportief op. "Deze meiden hebben er alle drie kei en keihard voor gewerkt en ik vind dan ook dat niemand 'hardfeelings' moet hebben dat ze worden uitgezonden. Mocht ik aan het eind van het seizoen in de top-3 van Nederland staan dan is er geen sprake van een 'verkeerde' keuze van de bond. We wisten alle drie wanneer de kwalificatieperiode afliep en wat de consequenties waren", aldus Laurien Hoos op haar eigen website.
In de historie van de Nederlandse atletiek had zich overigens op de meerkamp niet eerder zo’n luxeprobleem voorgedaan.
De thuisblijfster van Osaka gaf zelf het best denkbare antwoord op het niet doorgaan van haar WK-optreden door op 27 augustus in Woerden een internationale zevenkamp te winnen met een uitstekende puntenscore van 6199 punten. Dit was ruimschoots boven de olympische limiet van 6158 punten. Haar puntentotaal in Woerden zou Hoos in Osaka, waar op dezelfde dag de zevenkamp voor vrouwen werd voltooid, een twaalfde plaats hebben opgeleverd. Overigens is het ook alweer de eerste keer in de Nederlandse atletiekhistorie dat in één weekend drie Nederlandse atletes op een zevenkamp meer dan 6000 punten scoorden. Jolanda Keizer en Yvonne Wisse werden in Osaka met meer dan 6000 punten namelijk veertiende en zestiende.

### Overstap naar Frankrijk
In het najaar van 2007 liet Laurien Hoos op haar website weten, dat zij in januari 2008 naar het Franse Amiens zou verhuizen. Samen met haar Franse partner Rudy Bourguignon had ze inmiddels in het centrum van Amiens een 3-kamerappartement gekocht. Hoos meldde dat ze in Amiens terechtkon in een goede indoorhal. Voor de werptrainingen wilde ze regelmatig naar Nederland terugkeren, waar Hans Arnhard haar zou blijven begeleiden. De samenwerking met Arno Mul als trainer zou worden beëindigd. Een nieuwe trainer in haar staf werd Jean Paul Bourdon, die ook haar partner begeleidde.

### Op weg naar Olympische Spelen 2008
Door haar in 2007 behaalde zevenkampresultaat had Laurien Hoos het in 2008 relatief gemakkelijk: zij hoefde slechts vormbehoud te tonen om naar de Spelen in Peking te mogen. Daartoe was het behalen van een score van 5800 punten voldoende. Hoos maakte aan het begin van het buitenseizoen aan alle onzekerheid al gauw een eind. Bij een internationale meerkamp in Arles verzamelde zij 5961 punten, ruimschoots voorbij de gestelde eis. Hiermee stelde Hoos, die in Arles overigens tweede werd achter de 6157 punten scorende Française Blandine Maisonnier, haar deelname in Peking veilig.
Vervolgens was het zaak om in de periode erna haar prestaties op verschillende onderdelen te testen en verder te verfijnen. Bij de wedstrijden om de Gouden Spike in Leiden nam ze deel aan de 100 m horden en het kogelstoten. Op de horden kwam ze tot 13,50 s, wat een PR geweest zou zij als er niet te veel rugwind (+2,5 m/s) was geweest; de kogel stootte ze naar 15,06 m. Enkele weken later werd dit op de NK in Amsterdam zelfs 15,17 en een bronzen plak, terwijl ze op de horden met 13,80 en veel tegenwind een tweede bronzen medaille veroverde. Veelbelovende prestaties in het licht van de naderende Olympische Spelen.

### Knieblessure spelbreker in Peking
Laurien Hoos ging op 15 augustus 2008 in het Vogelnest als eerste Nederlandse in haar zevenkamp goed van start met een evenaring van haar PR van 13,52 op de 100 m horden. Vervolgens verloor zij ten opzichte van haar beste zevenkamp echter terrein door mindere scores op de overige drie nummers, met name het hoogspringen, waardoor zij de eerste dag als achttiende met een score van 3629 punten afsloot. De tweede dag blesseerde Hoos zich bij het speerwerpen aan haar knie, waarna zij daar steeds doorheen zakte en gedwongen werd af te zien van het laatste onderdeel, de 800 m. Op haar eigen website legde ze uit, dat het hier in feite om een jaar oude blessure ging, waarmee ze sindsdien toch was blijven doorgaan, omdat de blessure haar eigenlijk niet echt hinderde.
Daarna besloot Hoos toch maar om haar knie eerst goed te laten genezen, alvorens zij zich weer aan een meerkamp zou wagen.

### 2011 - 2014: Gestopt en weer begonnen
September 2011 maakte Laurien Hoos bekend, dat ze vanwege blessureleed stopte met topsport. Drie jaar later echter kondigde Hoos, die inmiddels moeder was geworden, haar rentree op de meerkamp aan. De atlete nam in Frankrijk deel aan enkele wedstrijden en besloot daarop weer fulltime te trainen met als doel een puntentotaal van 6000 punten op de zevenkamp in 2015 en in 2016 de Olympische Spelen van 2016 halen.

## Kampioenschappen

### Internationale kampioenschappen
| Onderdeel | Titel                  | Jaar |
| --------- | ---------------------- | ---- |
| zevenkamp | Europees kampioene U23 | 2005 |

### Nederlandse kampioenschappen
Indoor
| Onderdeel   | Jaar |
| ----------- | ---- |
| 60 m horden | 2005 |

## Statistieken

### Persoonlijke records
Outdoor
| Onderdeel          | Prestatie | Datum             | Plaats    |
| ------------------ | --------- | ----------------- | --------- |
| 100 m              | 11,94 s   | 22 juni 2005      | Amiens    |
| 200 m              | 23,97 s   | 28 mei 2005       | Götzis    |
| 800 m              | 2.21,76   | 15 juli 2005      | Erfurt    |
| 100 m horden       | 13,52 s   | 10 mei 2008       | Desenzano |
| hoogspringen       | 1,77 m    | 14 juli 2005      | Erfurt    |
| verspringen        | 6,04 m    | 15 juli 2005      | Erfurt    |
| hink-stap-springen | 11,94 m   | 29 september 2003 | Emmen     |
| kogelstoten        | 15,28 m   | 26 mei 2007       | Götzis    |
| speerwerpen        | 51,76 m   | 8 juni 2008       | Arles     |
| zevenkamp          | 6291 p    | 15 juli 2005      | Erfurt    |

Indoor
| Onderdeel   | Prestatie | Datum           | Plaats           |
| ----------- | --------- | --------------- | ---------------- |
| 50 m horden | 7,23 s    | 29 januari 2005 | Dordrecht        |
| 60 m horden | 8,37 s    | 6 februari 2005 | Clermont-Ferrand |
| kogelstoten | 15,21 m   | 28 januari 2007 | Nogent-sur-Oise  |
| vijfkamp    | 4.282 p   | 4 maart 2005    | Madrid           |

### Prestatieontwikkeling meerkamp
| Jaar | Zevenkamp | Vijfkamp |
| ---- | --------- | -------- |
| 2001 | 5349      | -        |
| 2002 | 5408      | 3855     |
| 2003 | 5592      | -        |
| 2004 | 5631      | 3974     |
| 2005 | 6291      | 4282     |
| 2006 | -         | -        |
| 2007 | 6199      | -        |
| 2008 | 5961      | -        |
| 2009 | -         | -        |
| 2010 | -         | -        |

### Opbouw PR meerkamp en potentie op basis van persoonlijk records
In de tabel staat de uitsplitsing van het persoonlijk record op de zevenkamp. In de kolommen ernaast staat ook het potentieel record, met alle persoonlijke records op de losse onderdelen en de bijbehorende punten.
|              | Uitsplitsing PR | Uitsplitsing PR | Uitsplitsing PR |              | Potentieel record | Potentieel record |
| Onderdeel    | Prestatie       | Wind (m/s)      | Punten          | Pers. record | Punten            |                   |
| ------------ | --------------- | --------------- | --------------- | ------------ | ----------------- | ----------------- |
| 100 m horden | 13,53           | +1,2            | 1046            | 13,50 1      | 1050              |                   |
| hoogspringen | 1,77            |                 | 941             | 1,77         | 941               |                   |
| kogelstoten  | 15,03           |                 | 863             | 15,28        | 880               |                   |
| 200 m        | 24,61           | -1,7            | 923             | 23,97        | 984               |                   |
| verspringen  | 6,04            | +0,6            | 862             | 6,04         | 862               |                   |
| speerwerpen  | 49,77           |                 | 856             | 51,76        | 894               |                   |
| 800 m        | 2.21,76         |                 | 800             | 2.21,76      | 800               |                   |
| Puntentotaal |                 |                 | 6291            |              | 6411              |                   |

1Prestatie met rugwind-voordeel; zonder windvoordeel 13,52 1047 punten.

## Prestaties

### 60 m horden
- 2005:  NK indoor - 8,38 s

### 100 m horden
- 2008:  NK - 13,80 s

### kogelstoten
- 2003:  NK indoor - 14,50 m
- 2003:  NK - 14,12 m
- 2008:  NK - 15,17 m
- 2009:  NK - 14,83 m

### vijfkamp
- 2005: 5e EK indoor - 4282 p

### speerwerpen
- 2005:  NK - 46,82 m
- 2006:  NK - 46,90 m
- 2009:  NK - 50,01 m

### zevenkamp
- 2002: DNF WK junioren
- 2005:  EK U23 - 6291 p
- 2005: DNF WK
- 2008: DNF OS